# André Laurent (homme politique)
Pour les articles homonymes, voir André Laurent et Laurent.
André Laurent, né le 23 juillet 1924 à Wahagnies et mort le 3 février 2004 à Wahagnies, est un homme politique français, membre du PS.

## Biographie
Fils de Marceau Laurent et neveu d'Augustin Laurent, anciens députés, il est élu en 1973 dans la 6e circonscription, en battant le député sortant UDR Robert Vandelanoitte, et reprend ainsi le siège détenu par son père entre 1962 et 1968. Il est largement réélu au second tour en 1978 et 1981.
Fin 1976, il devient maire de Wahagnies en succédant à son père, décédé en fonction, qui avait lui-même remplacé son père, Arthur Laurent. Il le reste jusqu'en 1986, année où Jean-Marie Ruant le remplace à la tête de la commune.

## Détail des fonctions et des mandats
Mandat parlementaire
- 2 avril 1973 - 2 avril 1978 : député de la 6e circonscription du Nord
- 19 mars 1978 - 22 mai 1981 : député de la 6e circonscription du Nord
- 2 juillet 1981 - 1er avril 1986 : député de la 6e circonscription du Nord

Mandats locaux
- 1976 - 1986 : maire de Wahagnies